# كأس الاتحاد الإنجليزي 1882–83
كأس الاتحاد الإنجليزي 1882–83 (بالإنجليزية: 1882–83 FA Cup)‏ هو الموسم 12 من  كأس الاتحاد الإنجليزي. أقيم خلال الفترة 14 أكتوبر 1882 وحتى 31 مارس 1883، والذي يشرف على تنظيمه الاتحاد الإنجليزي لكرة القدم، وكان عدد الأندية المشاركة فيه  84، وفاز فيه Blackburn Olympic F.C. ‏.